# 1969 (Gabor Szabo)
| Recensione | Giudizio |
| ---------- | -------- |
| AllMusic   |          |

1969 è un album discografico del chitarrista jazz ungherese Gabor Szabo, pubblicato dall'etichetta discografica Skye Records nel settembre del 1969.
Come sottotitolo della copertina dell'album originale è riportata una definizione al chitarrista ungherese di Leonard Feather: The Nureyev of the Guitar (Il Nureyev della chitarra).

## Tracce

### LP
Lato A
1. Dear Prudence – 2:37 (John Lennon, Paul McCartney)
2. Sealed with a Kiss – 2:41 (Peter Udell, Gary Geld)
3. Both Sides Now – 2:54 (Joni Mitchell)
4. Walk Away Renée – 2:42 (Michael Brown, Bob Calilli, Tony Sansone)
5. You Won't See Me – 3:31 (John Lennon, Paul McCartney)
6. Michael from Mountains – 3:56 (Joni Mitchell)

Lato B
1. Stormy – 3:12 (Buddy Buie, J. R.Cobb)
2. In My Life – 2:25 (John Lennon, Paul McCartney)
3. I've Just Seen a Face – 4:30 (John Lennon, Paul McCartney)
4. Until It's Seen a Face – 2:18 (Buffie St. Marie)
5. Somewhere I Belong – 3:33 (Gabor Szabo)

## Formazione
- Gabor Szabo - chitarra
- François Vaz - chitarra
- Louis Kabok - contrabbasso
- Randy Cierly - basso fender
- Mike Melvoin - organo
- Jim Keltner - percussioni
- George Ricci - violoncello

Note aggiuntive
- Gary McFarland - produttore
- Norman Schwartz - produttore esecutivo
- Registrazioni effettuate il 20-24 gennaio 1969 al United Recording Studio di Los Angeles, California (Stati Uniti)
- Andy Richardson - ingegnere delle registrazioni
- Dave Sanders - direttore tecnico
- Rick Downer - fotografia copertina album originale
- Ronné Bonder - design copertina[3]

## Classifica
| Anno | Classifica    | Posizione raggiunta |
| ---- | ------------- | ------------------- |
| 1969 | Billboard 200 | 143                 |